# René Boye-Larsen
|  | Sammenskrivningsforslag Artiklen René Boye-Larsen er foreslået føjet ind i TAXA. (Siden december 2023) Diskutér forslaget |

 Der er for få eller ingen kildehenvisninger i denne artikel, hvilket er et problem. Du kan hjælpe ved at angive troværdige kilder til de påstande, som fremføres i artiklen.

René Boye-Larsen er en fiktiv person fra den danske tv-serie TAXA. Figuren spilles af den danske skuespiller Anders W. Berthelsen.
Rene er 27 år, taxachauffør og kæreste med radiopigen Stine Jensen, men de slår op midtvejs i sæson 1 på grund af Renes ludomani. Han kommer dog ud af det og bliver senere kæreste med Gitte. De slår desværre også op senere, på grund af at han vil `være fri igen', da han føler sig presset efter at være blevet vognmand og far til Mikes barn Carla. Han begynder at tage stoffer, som han leverer via taxaer. Det ender med at han får en kæmpe gæld på grund af stoffer, som han dog får betalt. I slutningen af serien bliver han kæreste med ejendomsmægleren Anna.